# Franche Valeine
Die Franche Valeine ist ein kleiner Fluss in Frankreich, der im Département Corrèze in der Region Nouvelle-Aquitaine verläuft. Sie entspringt im Gemeindegebiet von Sainte-Fortunade ca. 1 Kilometer nordwestlich von Lagarde-Enval, entwässert generell in südöstlicher Richtung und erreicht nach rund 15 Kilometern an der Gemeindegrenze von Forgès und Saint-Chamant als rechter Nebenfluss die Souvigne, die ihrerseits später bei Argentat in die Dordogne mündet.

## Orte am Fluss
- Lagarde-Enval
- Chantarel (Gemeinde Albussac)
- Albussac
- Grand Champ (Gemeinde Forgès)

## Sehenswürdigkeiten
- Die Wasserfälle von Murel (Cascades de Murel) sind drei aufeinanderfolgende Wasserfälle zwischen Forgès und Albussac.

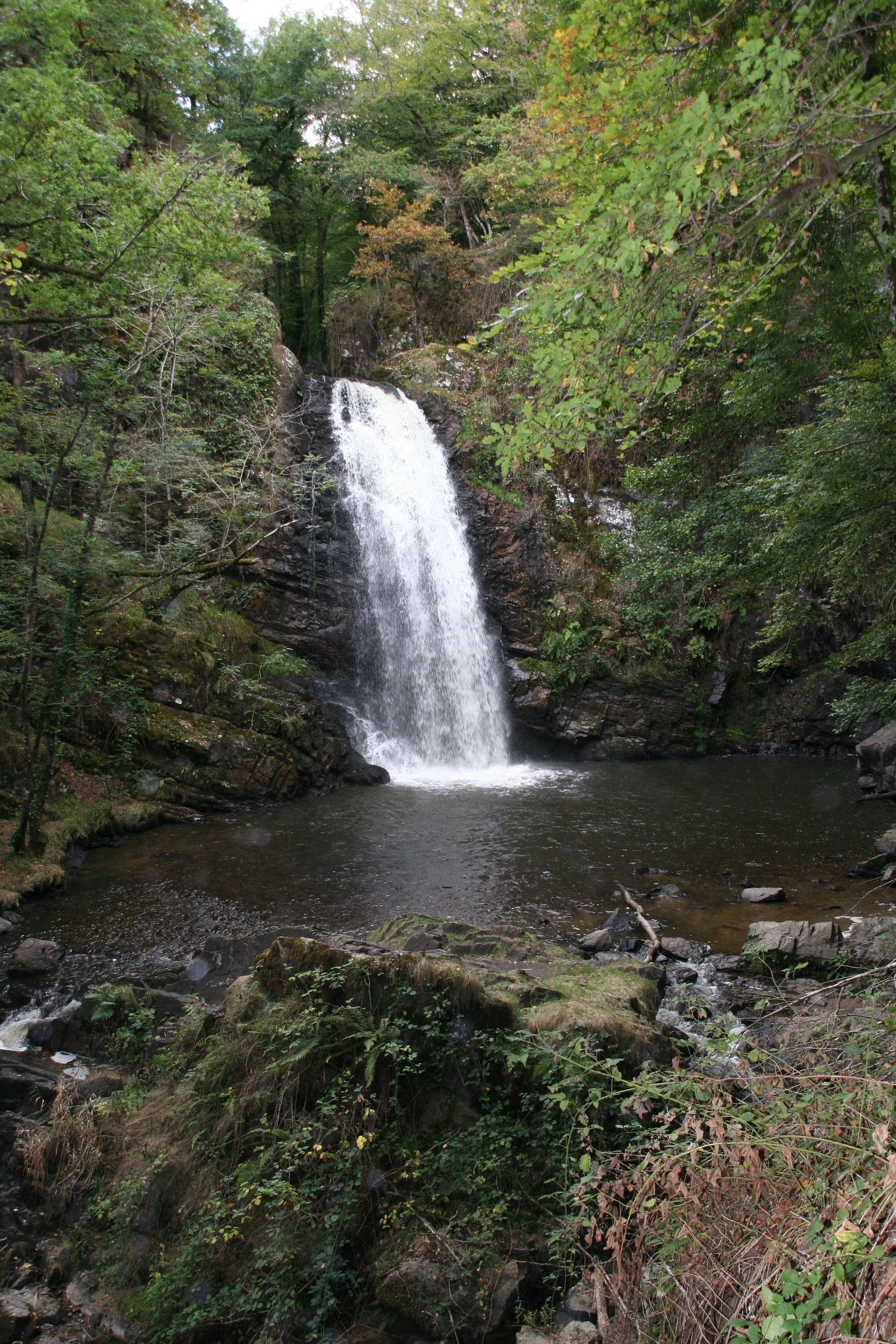
Die Kaskaden von Murel: 1. Fall
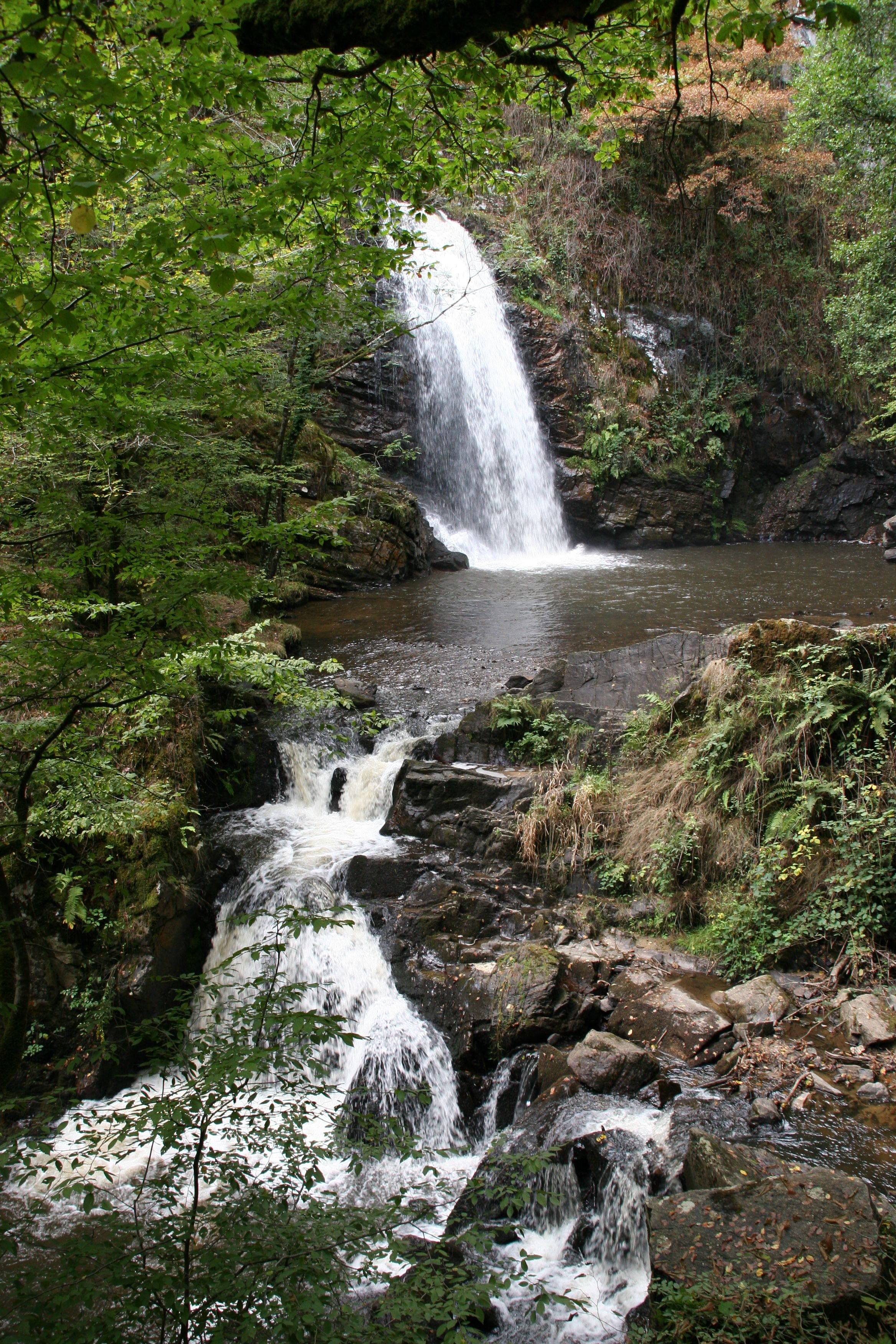
Die Kaskaden von Murel: 1. und 2. Fall
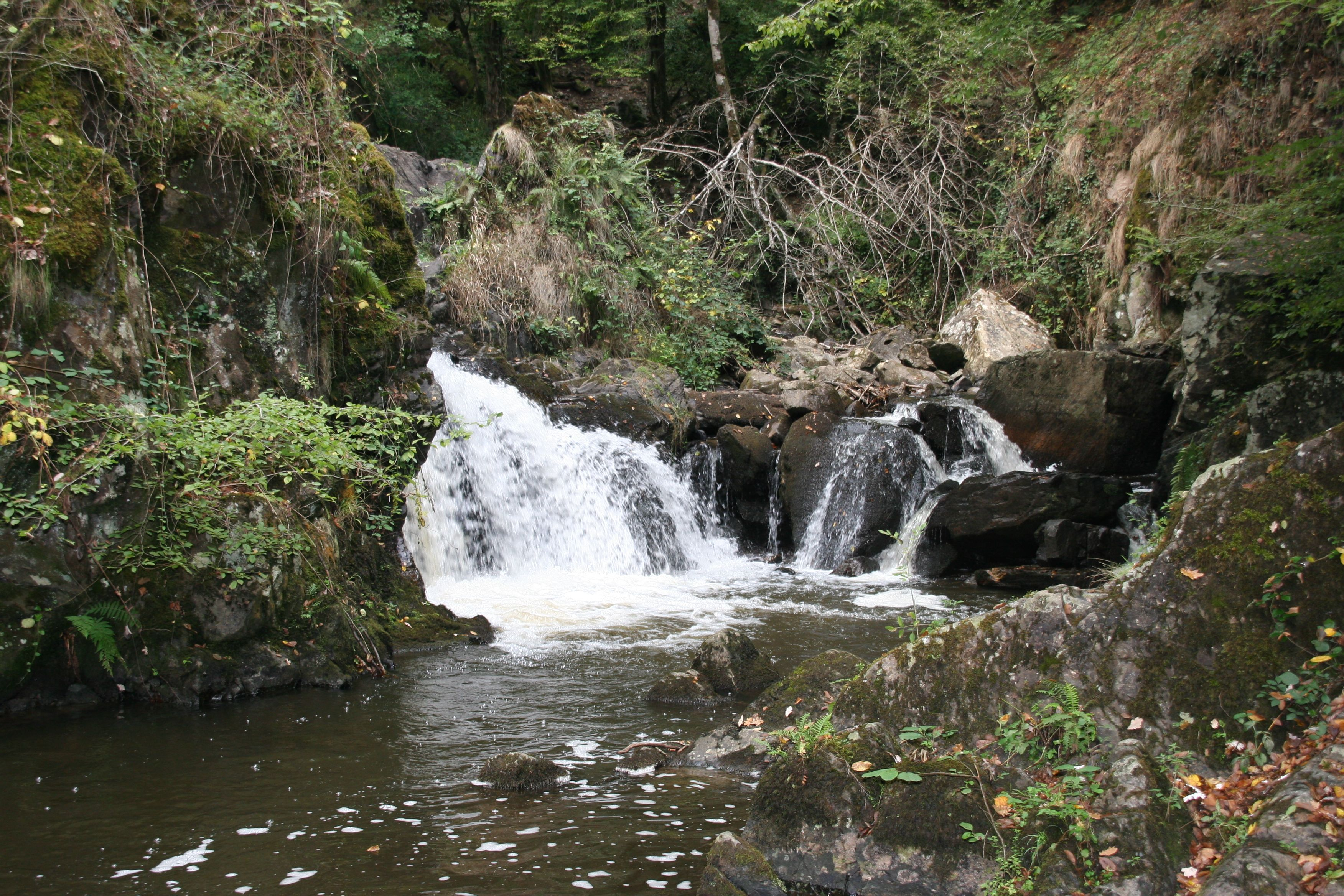
Die Kaskaden von Murel: 2. Fall
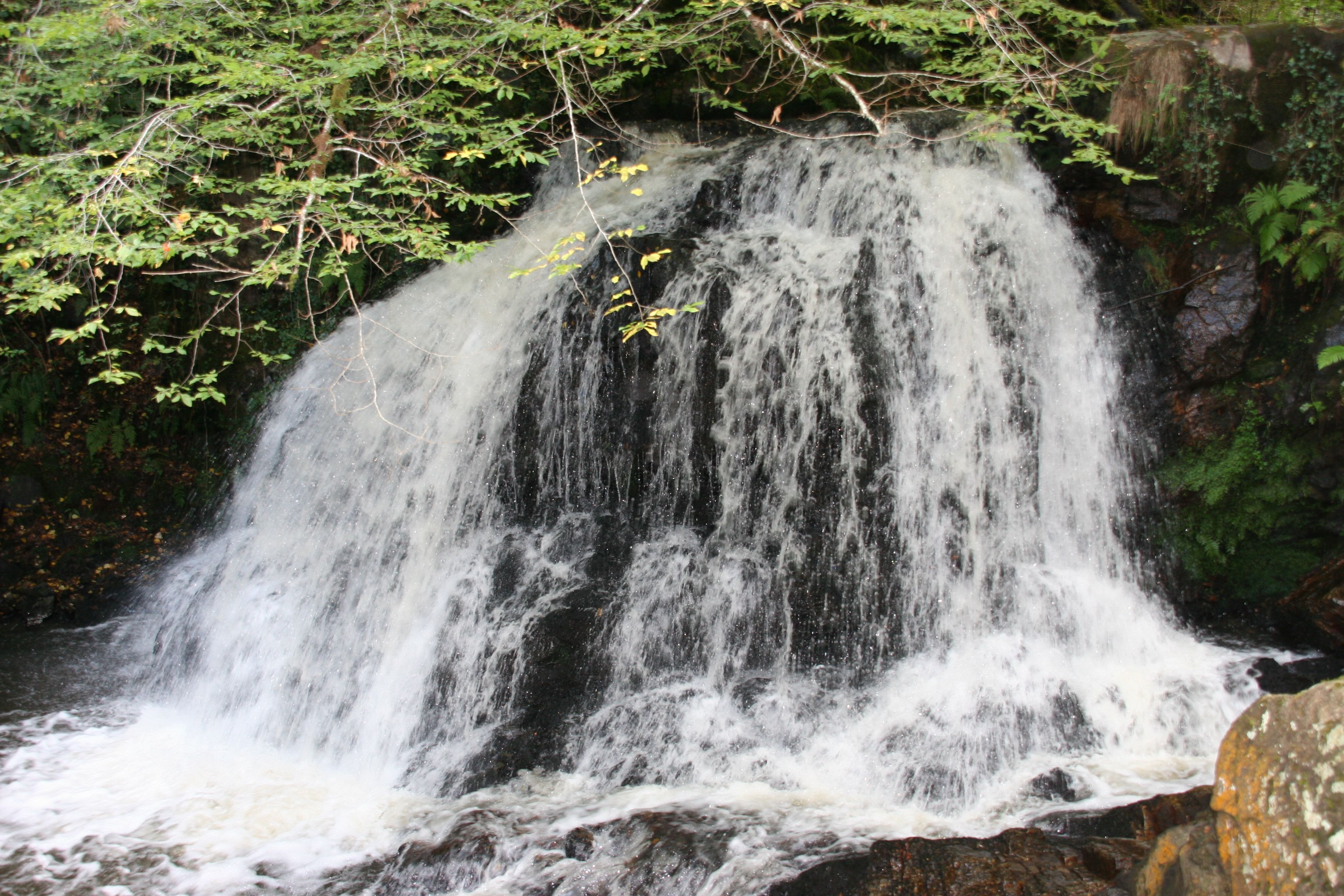
Die Kaskaden von Murel: 3. Fall